# Vítor Pereira
Vítor Manuel de Oliveira Lopes Pereira (* 26. Juli 1968 in Espinho, Portugal) ist ein ehemaliger portugiesischer Fußballspieler und heutiger Fußballtrainer.

## Trainerkarriere
Pereira war von Juni 2008 bis Juni 2010 Trainer bei CD Santa Clara und danach unter André Villas-Boas Co-Trainer des FC Porto. Nach der Kündigung von Villas-Boas wurde Vítor Pereira am selben Tag als neuer Trainer von Porto vorgestellt und blieb dies bis zum Saisonende 2012/13. Zwischen 2013 und 2014 trainierte er den saudi-arabischen Klub Al-Ahli Sport Club und führte diesen Klub 2014 ins Finale des King Cup Saudi-Arabiens. Im Januar 2015 übernahm er während der Saison den Trainerposten beim griechischen Rekordmeister Olympiakos Piräus und führte diese am Saisonende 2014/15 zum griechischen Double.
Am 11. Juni 2015 bestätigte Fenerbahçe Istanbul die Verpflichtung von Vitor Pereira für zwei Saisons, ab der Saison 2015/2016. Ein zweiter Platz in der Meisterschaft, das Aus im Pokalwettbewerb, das Ausscheiden im Achtelfinale der Europa League gegen Sporting Braga und die verpasste Qualifikation am 3. August 2016 zur UEFA Champions League führten zur vorzeitigen Trennung. Mitte August 2016 verkündete Fenerbahçe Istanbul die Vertragsauflösung. Zum 1. Januar 2017 übernahm Pereira den nach der Hinrunde auf dem 14. Tabellenplatz stehenden deutschen Zweitligisten TSV 1860 München. Er erhielt einen Vertrag bis zum 30. Juni 2018. Nachdem er mit seinem Verein am Saisonende auf dem 16. Platz landete, musste Pereira zu Relegationsspielen gegen den SSV Jahn Regensburg antreten. Ein 1:1 im Hinspiel und eine 0:2-Niederlage im Rückspiel bedeuteten den Abstieg in die 3. Liga, woraufhin Pereira den Verein verließ.
Am 12. Dezember 2017 wurde Pereira als Nachfolger des zurückgetretenen André Villas-Boas Cheftrainer beim chinesischen Erstligisten Shanghai SIPG. Er führte die Shanghaier in seiner ersten Saison zur chinesischen Meisterschaft 2018. Damit löste man den sieben Jahre langen Serienmeister Guangzhou Evergrande als Meister ab. Darüber hinaus war es in der Vereinsgeschichte von Shanghai SIPG die erste Meisterschaft in der höchsten Spielklasse Chinas der Chinese Super League. Später führte Pereira im Februar 2019 seine Mannschaft gegen den amtierenden chinesischen Pokalsieger Beijing Guoan zum Sieg des Chinese FA Super Cups. Zwischen 2018 und 2020 sorgte er regelmäßig für die Qualifikation zum internationalen Turnier der AFC Champions League. Unter anderem führte Pereira in diesem internationalen Turnier die Shanghaier regelmäßig ins Achtelfinale. Im Dezember 2020 endete die Zusammenarbeit mit Shanghai SIPG.
Zur Saison 2021/22 verpflichtete Fenerbahçe Istanbul im Juli 2021 erneut Pereira für den Trainerposten. Er stellte die primäre Startformationsabwehr in eine Dreierkette um. Im August 2021 führte Pereira seine Mannschaft über die Qualifikationsrunde in die UEFA Europa League und in der Liga im Oktober 2021 temporär für zwei Spieltage zur Meisterschaftsführung der Süper Lig. Danach erlitt Pereiras Fenerbahçe als Meisteraspirant mehrere Punktverluste in der laufenden Meisterschaft und verpassten im November 2021 in der Gruppenphase der Europa League vorzeitig die nächste (K.O.-)Runde. Im Dezember 2021 folgten der Abstieg in den dritthöchsten Europapokal der UEFA Europa Conference League, in der Liga weitere Punktverluste um die türkische Meisterschaft und weitere Unstimmigkeit mit dem offensiven Leistungsträger Mesut Özil der Mannschaft. Daraufhin trennte sich der Club im selben Monat wieder von Pereira. Im Februar 2022 unterschrieb er beim brasilianischen Erstligisten und Copa-Libertadores-Teilnehmer Corinthians São Paulo. Im Januar 2023 heuerte er bei Flamengo Rio de Janeiro an, wo er nach unzufriedenstellenden Ergebnissen im April desselben Jahres wieder entlassen wurde.
Im Februar 2024 unterzeichnete Pereira einen Vertrag bei al-Shabab in der Saudi Premier League.
Im Dezember 2024 wurde er vom englischen Erstligisten Wolverhampton Wanderers unter Vertrag genommen, der Klub zahlte an al-Shabab eine Ablöse von etwa 825.000 £. Wolverhampton befand sich zum Zeitpunkt der Übernahme mit fünf Punkten Rückstand auf den ersten Nichtabstiegsplatz auf dem vorletzten Tabellenplatz.

## Erfolge
- FC Porto
  - Portugiesischer Meister: 2011/12, 2012/13
  - Portugiesischer Supercupsieger: 2011, 2012

- Olympiakos Piräus
  - Griechischer Meister: 2014/15
  - Griechischer Pokalsieger: 2014/15

- Shanghai SIPG
  - Chinesischer Meister: 2018
  - Chinesischer Supercupsieger: 2019[6]